# 己基环己烷
己基环己烷是一种有机化合物，为无色液体，化学式为C12H24。它可由己基苯或环己基环己烷的催化氢化得到。它在20 °C和30 °C时的动力粘度分别为2.20和1.80 mPa·s。